# This Time I Know It's for Real
«This Time I Know it's for real» (en español: Esta vez sé que es verdad) — es una canción de Donna Summer y primer sencillo del álbum Another Place and Time. La canción fue lanzada en el año 1989.
Se convirtió en el mayor éxito de Donna Summer en el Reino Unido desde la década de 1970: alcanzó el puesto número 3 por 14 semanas en el Top 75. También alcanzó el puesto número 7 en Estados Unidos y Canadá, lo que la convierte en el primer éxito de Donna desde 1979 y su último éxito del top 40.
También este fue el primer sencillo de Donna Summer que lanzó en Estados Unidos la Atlantic Records, división de Warner Bros. El video fue dirigido por Dieter Trattmann.

## Lista de canciones
sencillo 7" (edición Reino Unido)
1.«This Time I Know It's for Real» — 3:34
2.«Whatever Your Heart Desires» — 3:50
maxi sencillo 12" (edición Reino Unido)
1.«This Time I Know It's for Real» (versión extendida) — 7:20
2.«Whatever Your Heart Desires» — 3:50
3.«This Time I Know It's for Real» (instrumental) — 3:34
maxi sencillo CD (edición Estados Unidos)
1.«This Time I Know It's for Real» (versión LP) — 3:36
2.«This Time I Know It's for Real» (versión extendida) — 7:21
3.«This Time I Know It's for Real» (instrumental) — 3:34

## Posicionamiento en listas
| Lista (1989-1990)                                | Máxima posición |
| ------------------------------------------------ | --------------- |
| Alemania (Offizielle Deutsche Charts)            | 15              |
| Australia (ARIA)                                 | 40              |
| Bélgica (Flandes) (Ultratop 50)                  | 2               |
| Canadá (RPM Top Singles)                         | 7               |
| Dinamarca (IFPI)                                 | 6               |
| España (PROMUSICAE)                              | 19              |
| Europa (Eurochart Hot 100)                       | 7               |
| Europa (European Airplay Top 50)                 | 8               |
| Estados Unidos (Billboard Hot 100)               | 7               |
| Estados Unidos (Adult Contemporary)              | 2               |
| Estados Unidos (Hot Dance Club Songs)            | 5               |
| Estados Unidos (Dance Singles Sales)             | 1               |
| Estados Unidos Dance Tracks (Dance Music Report) | 1               |
| Finlandia (Suomen virallinen lista)              | 3               |
| Francia (SNEP)                                   | 6               |
| Irlanda (IRMA)                                   | 4               |
| Noruega (VG-lista)                               | 3               |
| Países Bajos (Dutch Top 40)                      | 5               |
| Países Bajos (Mega Single Top 100)               | 6               |
| Panamá (UPI)                                     | 6               |
| Reino Unido (UK Singles Chart)                   | 3               |
| Reino Unido UK Dance (Music Week)                | 1               |
| Suecia (Sverigetopplistan)                       | 12              |

## Versión de Young Divas
En 2006, el grupo australiano Young Divas hacen una versión de "This Time I Know It's for real", incluida en su primer álbum de estudio homónimo. La canción fue producida por George Papapetros y Max Kourilov y publicadal como sencillo en CD el 6 de mayo de 2006. 
En Australia alcanzó el número dos en el ARIA Singles Chart y pasó 14 semanas en el Top Ten. 
Fue certificado platino por la Asociación Australiana de la Industria Discográfica (ARIA), por envíos de 70.000 copias. Debido al gran éxito obtenido por la versión de Young Divas, se filmó un video musical para acompañar el lanzamiento de la canción. 

### Lista de canciones
CD sencillo
1.«This Time I Know It's for Real» — 3:41 (Radio Edit)
2.«This Time I Know It's for Real» — 6:32 (Extended Remix)

### Posicionamiento en listas
| Lista (2006)                 | Máxima posición |
| ---------------------------- | --------------- |
| Australia ARIA Singles Chart | 2               |